# みんなといっしょ
『みんなといっしょ』とはソニー・コンピュータエンタテインメントが2011年12月17日に配信・サービスを開始したPlayStation Vita（PS Vita）用コミュニケーションソフト。2015年3月31日サービス終了。

## 概要
PlayStation Vitaに対応する『どこでもいっしょ』シリーズの第1作に当たる。PlayStation Network（PSN）の登録ユーザーとのフレンドマッチングを行い、登録したプロフィールによってフレンドとなるユーザーを増やしていく。また単にユーザーを増やしていくだけでなく、経験値を貯めてレベルを上げたり、庭を成長させたり、ポイントでアバターの外観を変えるなどのエンターテインメント要素も含まれている。

## 主な内容
大まかに以下の内容が挙げられる。
プロフィール登録・フレンドマッチング
自分のプロフィールを登録し、それを公開することが可能となる。そのプロフィールを元に「フレンドロビー」に向かい、自分が気に入った相手、または相手が気に入った自分との間で名刺交換を行い、互いに承認することでフレンドとなる。フレンドは自分の庭に遊びに来るようになる。
PSNの登録ユーザーをフレンドロビーで探し出すだけでなく、Twitter利用者で自分のTwitterアカウントのフォロワーを探し出してフレンドにする事ができる「Twitterロビー」や、アドホックモードを使用して周辺にいる人をフレンドにできる「アドホックロビー」、Ver.2.0から搭載されたFacebook利用者で自分のFacebookアカウントのフレンドを探し出してフレンドにする事ができる「Facebookロビー」もある。
おしごと
フレンドに仕事を頼むことで、自分の庭にある4つのお仕事エリアを成長させることができる。お仕事が完了すると庭は成長していき、仕事を頼まれたフレンドは報酬と経験値を得ることができる。経験値が上がることによって取得できる庭の種類が増えていったりする。
ショップ類
ゲーム内通貨としてみんいつポイント（MP）があり、おしごとなどをこなすことでそれが得られる。このMPを使って「名刺ショップ」で名刺のデザインを変更し自分だけの名刺を作成したり、「洋服屋さん」でアバターの衣装を変更することが可能となる。またMPを使って庭を拡張することも可能となる（経験値とフレンド数によって取得できる庭が増える）。
Ver.2.0からは2つのショップが統合され「身じたく」となったほか、後述の「トロのフレンド・ダンジョン」内にもショップが追加されている。また、MPで買える物だけでなく、PSNで購入できる「コイン」によって購入可能な有料アイテムの提供も開始されている。
トロのフレンド・ダンジョン
Ver.2.0で追加されたゲーム。フレンドと3人パーティを組んで地下ダンジョンを探索する。ダンジョンでの戦闘は名刺によって行い、名刺のデザインやコスチュームの変更によってステータスを強化する事が可能となる。
週刊トロ・ステーション
PlayStation 3（PS3）、PlayStation Portable（PSP）の『週刊トロ・ステーション』のニュース記事を視聴可能。これを見ることでもMPを貯めることが可能となっている（PS3版との閲読履歴を同期させている場合、先に見た方でみゃイルまたはMPが得られるようになっている）。PSP版との違いとして、PS3版との間で視聴済みの記事の閲読履歴を同期させることが可能となっている。また、PS3版・PSP版でプラチニャ会員になっている場合、『みんなといっしょ』でも会員資格が適用され、獲得できるMPが倍になる、作成できる名刺に会員専用の物がラインナップされているなどの特典が付加される。なお、この機能は『週刊トロ・ステーション』のサービス完全終了日の翌日に行われたリニューアル版の配信と共に削除されているが、同機能で入手できた限定アイテムの一部は再配信または「身じたく」で販売されるなどしている。